# 小行星11126
小行星11126（11126 Doleček）是一颗绕太阳运转的小行星，为主小行星带小行星。该小行星于1996年10月15日发现。

## 轨道参数
小行星11126的轨道半长轴为2.6975953 UA，离心率为0.143。